# Pedro Hugo López
Pedro Hugo López   (25 d'octubre de 1927 - 26 d'octubre de 1959) fou un futbolista xilè de la dècada de 1950.
Fou internacional amb la selecció de Xile, selecció amb la qual disputà dos partits l'any 1952. A més, fou membre de la selecció al Campionat Sud-americà de futbol de 1949. A nivell de club va defensar els colors de Colo-Colo, Universidad de Chile, Unión Española, Unión La Calera.